# Wimmenau
Wimmenau település Franciaországban, Bas-Rhin megyében. Lakosainak száma 1060 fő (2022. január 1.). Wimmenau Goetzenbruck, Mouterhouse, Erckartswiller, Ingwiller, Lichtenberg, Reipertswiller, Sparsbach és Wingen-sur-Moder községekkel határos.

## Népesség
A település népessége az elmúlt években az alábbi módon változott:
| Lakosok száma | 1132 | 1125 | 1081 | 1059 | 1057 | 1055 | 1049 | 1060 |
|               | 2013 | 2015 | 2017 | 2018 | 2019 | 2020 | 2021 | 2022 |